# Vinylphosphonsäure
Vinylphosphonsäure ist eine anorganische chemische Verbindung aus der Gruppe der Phosphonsäurederivate.

## Gewinnung und Darstellung
Die Verbindung kann auf verschiedene Arten hergestellt werden, wobei die gebräuchlichste in der Addition von Phosphortrichlorid zu Acetaldehyd und der Reaktion des Zwischenprodukts mit Essigsäure und anschließende Dehydrochlorierung besteht:
{\displaystyle \mathrm {PCl_{3}+CH_{3}CHO\longrightarrow CH_{3}CH(O-)PCl_{3}^{+}} }
{\displaystyle \mathrm {CH_{3}CH(O-)PCl_{3}^{+}\ +2\ CH_{3}CO_{2}H\longrightarrow CH_{3}CH(Cl)PO(OH)_{2}+2\ CH_{3}COCl} }
{\displaystyle \mathrm {CH_{3}CH(Cl)PO(OH)_{2}\longrightarrow CH_{2}=CHPO(OH)_{2}+HCl} }
Ebenfalls möglich ist die Darstellung aus Vinylphosphonsäuredichlorid oder aus 2-Acetoxyethanphosphonsäuredialkylestern.

## Eigenschaften
Vinylphosphonsäure ist eine klare viskose hellgelbe Flüssigkeit.

## Verwendung
Vinylphosphonsäure wird als Flammschutzmittel und in Klebstoffen verwendet. Es dient auch der Fotolithografie zur Herstellung von Aluminium-Druckplatten.
Vinylphosphonsäure-Polymere sind Homopolymere und Copolymere der Verbindung mit einer charakteristischen Seitenkette. Sie gehören zur Gruppe der Vinylpolymere und sind in der Regel als (Natrium-)Salze wasserlöslich. Das Homopolymer (Polyvinylphosphonsäure) ist eine Polysäure und kann als Primer für Metalle zur Erhöhung der Korrosionsbeständigkeit und der Haftfestigkeit von Beschichtungsmassen oder als Produkt mit Antikarieseffekt in Dentalmassen eingesetzt werden.